# ТаблетСат-Аврора
«ТаблетСат-Аврора» (TabletSat-Aurora) — первый российский коммерческий микроспутник.

## Описание
Спроектирован и построен российской компанией СПУТНИКС. Является технологическим демонстратором для отработки следующих систем:
- трехосной системы ориентации и стабилизации (маховики, двигатели-гиродины, звездный и солнечный датчики, магнитометр, ДУС);
- бортового GPS-навигатора;
- бортового модуля телекоманд и телеметрии на базе процессора LEON3;
- бортовой архитектуры Plug-n-Play на шине SpaceWire;
- бортовой приемопередающей системы УКВ-диапазона;
- бортовой передающей системы X-диапазона;
- системы энергопитания на базе LiFePO4- аккумуляторных батарей;
- экспериментальной солнечной панели, выполненной на печатной плате.

В качестве основной полезной нагрузки на аппарате установлена панхроматическая фотокамера в спектральной полосе 430…950 нм для съемки земной поверхности со следующими характеристиками:
- Разрешение в надир (проекция пикселя): 15 м;
- Ширина полосы захвата 47 км;
- Разрядность АЦП: 12 бит.

## Запуск в космос
В ночь с 19 на 20 июня 2014 года спутник (в числе 33 миниспутников, произведённых в 17 различных странах) был успешно выведен на орбиту ракетой-носителем Днепр, стартовавшей с пусковой базы «Ясный» в Оренбургской области.